# みつちよ丸
みつちよ丸（みつちよまる）は、日本の漫画家。女性。既婚。

## 来歴
子どものころから漫画が好きで、漫画を読みふけっては、いつか描く側に回りたいと思っていた。大学では理系専攻で、化学系企業の研究者として就職するために三重県四日市市に移り住む。その後結婚・出産し、2013年に会社を辞めた。夫のアメリカ転勤を機にこれまで描き溜めていた漫画をウェブコミック投稿サイト「少年ジャンプルーキー」（集英社）に投稿し、担当編集者が付く。編集者から連載グランプリのオファーが来たため、『生者の行進』を出品し、グランプリ受賞・連載決定。
『生者の行進』は『少年ジャンプ+』（集英社）2017年10月20日より2018年9月28日まで連載された。『少年ジャンプ+』2019年12月29日より続編となる『生者の行進 Revemge』を原作担当（作画：佐藤祐紀）で連載。同シリーズの電子版を含むコミックス累計発行部数は、2021年11月時点で100万部を突破している。

## 作品リスト
- 白亜の血統 - 2016年4月期 ルーキー賞最終候補作
- まねキング - 2016年1月期 ルーキー賞最終候補作
- 生者の行進、集英社、全3巻（『少年ジャンプ+』2017年10月20日 - 2018年9月28日連載）
- 超速！連載グランプリ2019PRマンガ（『少年ジャンプ+』2019年8月6日掲載[4]）
- 生者の行進 Revenge、集英社、全6巻（作画：佐藤祐紀、『少年ジャンプ+』2019年12月29日 - 2022年2月6日連載） - 原作担当。
- 人類蝕、集英社、全5巻（作画：佐藤祐紀、『少年ジャンプ+』2023年2月28日[5] - 2024年12月31日） - 原作担当。